# Мернув
Мернув (пол. Miernów) — село в Польщі, у гміні Злота Піньчовського повіту Свентокшиського воєводства.
Населення — 287 осіб (2011).
У 1975-1998 роках село належало до Келецького воєводства.

## Демографія
Демографічна структура на день 31 березня 2011 року:
|          | Загалом | Допрацездатний вік | Працездатний вік | Постпрацездатний вік |
| -------- | ------- | ------------------ | ---------------- | -------------------- |
| Чоловіки | 145     | 32                 | 97               | 16                   |
| Жінки    | 142     | 40                 | 70               | 32                   |
| Разом    | 287     | 72                 | 167              | 48                   |